# Dinah Sheridan
Dinah Sheridan (née le 17 septembre 1920 à Hampstead, Londres (Royaume-Uni) et morte le 25 novembre 2012 à Northwood (Royaume-Uni)) est une actrice britannique.

## Filmographie

### Cinéma
- 1936 : Landslide de Donovan Pedelty : Dinah Shaw
- 1937 : Derrière ton dos (Behind your back) de Donovan Pedelty : Kitty Hogan
- 1937 : Father steps out de Maclean Rogers : Helen Harcastle
- 1938 : Merely Mr. Hawkins de Donovan Pedelty : Betty Hawkins
- 1938 : Irish and proud of it de Donovan Pedelty : Moira Flaherty
- 1939 : Full Speed Ahead de John Hunt : Joan Barrymore
- 1942 : Salute John Citizen de Maurice Elvey
- 1943 : Get Cracking de Marcel Varnel : Mary Pemberton
- 1944 : 29 Acacia Avenue de Henry Cass : Pepper
- 1945 : For You Alone de Geoffrey Faithfull : Stella White
- 1945 : Meurtre à crédit (Murder in reverse) de Montgomery Tully : Jill Masterick
- 1947 : The Hills of Donegal de John Argyle : Eileen Hannay
- 1948 : Calling Paul Temple de Maclean Rogers : Steve Temple
- 1949 : The Huggetts Abroad de Ken Annakin : Jane Huggett
- 1949 : Dark Secret de Maclean Rogers : Valerie Merryman
- 1949 : The Story of Shirley Yorke de Maclean Rogers : Shirley Yorke
- 1950 : Paul Temple's Triumph de Maclean Rogers : Steve Temple
- 1950 : No Trace de John Gilling : Linda
- 1950 : Blackout (film, 1950) (en) de Robert S. Baker : Pat Dale
- 1951 : Quand les vautours ne volent plus (Where no vultures fly) de Harry Watt : Mary Payton
- 1952 : Le Mur du son (The Sound Barrier) de David Lean : Jess Peel
- 1952 : Sa dernière mission (Appointment in London) de Philip Leacock : Eve Canyon
- 1953 : Gilbert et Sullivan (The Story of Gilbert and Sullivan) de Sidney Gilliat : Grace Marston
- 1953 : Geneviève (Genevieve) de Henry Cornelius : Wendy McKim
- 1970 : The Railway Children de Lionel Jeffries : Mme Waterbury
- 1980 : Le miroir se brisa (The Mirror Crack'd) de Guy Hamilton : Lady Amanda Ridgeley

### Télévision
- 1968 : Armchair Theatre (série télévisée) : Nan
- 1971 : Play for Today (série télévisée) : Matron
- 1971 : Seasons of the Year (série télévisée) : Mama
- 1973 : Ooh Lal La! (série télévisée) : Raymonde Chandebise
- 1974 : Crown Court (série télévisée) : Mme Harper Frost
- 1974 : Marked Personal (série télévisée) : Rosemary Forbes
- 1975 : Village Hall (série télévisée) : Mme Isobel Hope
- 1977 : Whodunnit? (série télévisée) : Mme Robinson
- 1979 : Sykes (série télévisée) : Une serveuse
- 1980 : The Swish of the Curtain (série télévisée) : Romma Seymore
- 1980 : La Maison de tous les cauchemars (Hammer House of Horror) (série télévisée) : Gwen
- 1981 : Sink or Swim (série télévisée) : Lady interviewer
- 1981 : Present Laughter (Téléfilm) : Liz Essendine
- 1983 : All for Love (série télévisée) : Tante Bevis
- 1983 : Doctor Who (série télévisée) : Chancellor Flavia
- 1983-1990 : Don't Wait Up (série télévisée) : Angela Latimer
- 1985 : The Winning Streak (série télévisée) : Frances Savage
- 1991 : Keeping Up Appearances (série télévisée) : Une invitée à la soirée
- 1992 : Just Us (série télévisée) :
- 1992 : Les règles de l'art (Lovejoy) (série télévisée) : Dotty Mayhew
- 1994 : All Night Long (en) (série télévisée) : Clare
- 1999 : Jonathan Creek (série télévisée) : Kathleen Gilmore